# Sclerophrys danielae
Sclerophrys danielae – gatunek płaza bezogonowego z rodziny ropuchowatych (Bufonidae).

## Występowanie
Gatunek jest endemitem. Jedynym krajem, gdzie go spotykano, jest Wybrzeże Kości Słoniowej. Potwierdzony zasięg występowania ogranicza się do miejsca typowego na wybrzeżu w południowo-zachodniej części kraju, pomiędzy Sassandra i San Pedro, ale nie można wykluczyć, że jest większy.
Płaza tego spotkano na plantacji, radzi więc sobie w środowisku zmienionym działalnością ludzką.

## Status
Zwierzę wydaje się bardzo rzadkie i brakuje informacji na temat statusu jego populacji.